# Питер Селерс
Питер Селерс, КБИ (енгл. Peter Sellers), рођен као Ричард Хенри Селерс (енгл. Richard Henry Sellers; Портсмут, 8. септембар 1925 — Лондон, 24. јул 1980), био је британски глумац, комичар и певач. Најпознатији је по улози инспектора Клузоа у серијалу филмова о Пинк Пантеру, али и по улогама у филмовима Др Стрејнџлав, Лолита и Добродошли господине Ченс. Глумица Бети Дејвис је једном за њега рекла: „Он није глумац, он је камелеон.”
Селерс је славу стекао на BBC-ју са радио-комедијом Гун шоу. Способности да говори различитим акцентима (француски, индијски, италијански, амерички, немачки и регионални британски акценат), заједно са талентом да прикаже низ ликова у комичном облику, допринели су његовом успеху као радијском и касније телевизијском глумцу и донеле му национална и интернационална признања и награде. Селерсов приватни живот је био испуњен превирањима и кризама, као и емоционалним проблемима и узимањем разних супстанци. Женио се четири пута и имао је троје деце из прва два брака.

## Детињство и почеци
Селерс је рођен у Саутсију, Портсмут у породици забављача. Иако крштен као Ричард Хенри његови родитељи су га увек звали Питер, по његовом старијем нерођеном брату и према Брајану Форбсу „био је током свих година гушен мајчином наклоношћу”. Похађао је Католичку школу Свети Алојзис у северном Лондону. Његов отац рођен у Јоркширу, Бил Селерс је био Протестант а његова мајка Агнес Дорен „Пег” Маркс је била Јеврејка, ћерка Соломона Маркса и његове жена Велкоме Мендозе. Агнес је била близак рођак са чувеним боксером Данијелом Мендозом (1764—1836). Као што је приметио филмски критичар Александер Вокер, Мендоза је био личност која је највише поштована у кући Селерсових.
Према Селерсовом биографу Роџеру Луису, Питер је био заинтригиран за католицизам, али убрзо пошто је приступио Католичкој цркви открио је да је Јеврејин — неко које изван мистерија наде. Како сам Селерс каже сами учитељи у школи су му се обраћали са Јевреј што је довело до тога да он постане осетљив на антисемитске испаде. Био је најбољи ученик у школи и сећа се да је једном учитељ критиковао остале дечаке да не уче са речима Јеврејски дечак познаје боље веронауку од свих вас.
Касније у свом живот се сећао: „Мој отац је био солидан члан Енглеске цркве, а моја мајка је била јеврејско-португалски Јеврејин, а Јевреји узимају веру од мајке.” Филмски критичар Кенет Тинан је приметио приликом интервјуа са Селерсом да је један од главних разлога за његову амбицију да постане глумац била управо мржња према антисемитизму. Тинан је објаснио:
Као научници, правници, доктори и водвиљ комедијаши Јевреји су се толерисали, али као озбиљни глумци баш и не. Отуда Питерово одбијање да има сигурну репутацију као врхунски мимичар и његова одлучност да оде у историју као нешто више — велики глумац или велики редитељ.
Селерс је био мишљења да „постајање делом неке велике групе не доноси добро”. „Можда је то мој проблем са религијом”, рекао је током интервјуа. Како је објаснио:
Ја нисам крштен, нисам био Бар Мицван, изгледа да је моја основна религија учини другом оно што би он учинио за тебе. Али сматрам да је то изузетно тешко. Више сам склон да верујем у Стари завет него у Нови...
Пратећи своју породицу и њихов шоу по турнејама, научио је доста тога што се показало корисним касније. Наступао је са пет година у Виндмил позоришту у драми Испрскај ме! у којој је наступала његова мајка. Међутим, он је одрастао са супростављеним утицајем његових родитеља развијајући амбивалентна осећања у вези са шоу бизнисом. Његов отац је сумњао у његове могућности да постигне више на пољу забаве, наглашавајући чак да су могућности његовог сина довољне само да постане чистач улица, док га је мајка континуирано подржавала.
Селерс је добио свој први посао у позоришту у Илфракомбу, када је имао 15 година, почевши као домар. Стално је напредовао постајући радник на благајни, помоћник менаџера, и главни за осветљење. Такође су му нуђене и мале улоге у представама. Радећи иза сцене омогућило му је да види неке озбиљне глумце на делу, као што је био Пол Скофилд. Постао је временом и добар пријатељ са Дереком Алтманом, и заједно су покренули прву Селерсову представу под називом „Алтман и Селерс” где су свирали укулеле, певали и причали вицеве. Обојица су исто тако уживали читајући детективске приче Дашијела Хамета, што их је инспирисало да започну своју детективску агенцију. Њихово предузетништво је прекинуто када је један потенцијални клијент скинуо и поцепао лажне Селерсове бркове.
На свом редовном послу иза сцене, Селерс је знао да вежба на бубњевима који су припадали бенду Џоа Денијелса. Денијелс је приметио колико се труди па му је давао неколико практичних инструкција. Селерсов биограф Ед Сиков пише „бубњеви су му одговарали. Ударајући у њих с времена на време Питер се могао уклопити у свет пун апстракције, а све у контексту велике количине буке”.

## Период Другог светског рата
Када је избио рат у Европи, Селерс је наставио да развија своје бубњарске вештине, које су импресионирале чак и његовог оца и донеле му први бубњарски наступ са бендом у Блекпулу.
Током Другог светског рата Селерс је био пилот у ваздушним снагама Уједињеног Краљевства (РАФ), иако је био ограничен због слабог вида. Његова одредишта су били Индија и Бурма, иако је време боравка Селерса у Азији непознато он је био склон да претерује о дужини свог боравка. Такође је служио у Немачкој и Француској после рата. Одвлачећи пажњу од живота официра, Селерс се придружује Националној Сервисној Асоцијацији Забаве (ЕНСА), где му је омогућено да настави да бруси свој таленат за бубњевима и комедијом. До краја рата 1945. велики број Британских забављача је радило за ЕНСА, чији је фокус био на повећавање морала војника и радника фабрике.
Повремено је имитирао своје надређене, па је његов портрет официра РАФ-а Лајонела Мандрака у филму Др Стрејнџлов вероватно и настао на основу њих. Знао је блефирајући да направи конфузију међу официрима најчешће користећи мимикрију и лажне бркове, мада како каже Мајклу Паркинсону у интервјуи из 1972. старији официри би га сумњичили. Глас лика из Гун шоуа Мајора Дениса Бладнока управо долази из овог периода.

## Почетак каријере

### Гун шоу
Након одређеног пражњења и повратка у Енглеску 1948, Селерс је наступао у стенд ап комедијама у неколико позоришта. Селерс је телефонирао радио продуценту би-би-сија Роју Спиру, претварајући се да је Кенет Хорн, звезда тадашње радио емисије на би-би-сију, како би наговорио Спира да разговара са њим. Спир је наводно због тога назвао Селерса „младим безобразним бусеном”.
Као резултат тога Селерс је позван на аудицију, што је довело до рада на Рејевом смеху са комичаром Тедом Рејом. Његов главни рад на радио је био и остао ипак Гун шоу са Спајком Милиганом, Харијем Секомбом и (оригинално) Мајклом Бентином. Селерс је наставио рад на овом шоу и на телевизији.

### Албуми и записи
Касних педесетих, Селерс је објавио две плоче у продукцији Џорџа Мартина: Најбоље од Селерса и Песме за Селерсов свинг. Омот плоче Најбоље од Селерса приказивао је Питера како полира аутомобил Ролс-Ројс.
Године 1963, Селерс сарађује са Ентони Њулијем, Леслијем Брикусом и Џоан Колинс на продукцији плоче Будала Британија. Ову плочу чини низ скечева који сатирично описују британски скандал Профјумо аферу, у којој је откривено да је Британски министар рата лагао за своју везу са проститутком. Албум је био контроверзан, у делу зато што укључује и краљевску породицу.
Године 1965, године хит је постала комична верзија песме Битлса A Hard Day's Night у стилу Лоренса Оливијеа.
Године 1979, објављује албум под називом Селерсова продавница који укључује певање и скеч под називом Све енглеско Џорџ Формби финале који настаје као пародија на Џорџа Формбија и његов инструмент — укулеле. Такође на плочи се налазио и Комплетан водич за акценте Британских острва. Албум није био популаран као прва два мада је био тражен увелико од стране колекционара. Сви ови албуми су искористили Селерсову способност да својим флексибилним гласом створи комичне ефекте.

### Глумачка техника и припрема
У октобру 1962. у интервју за Плејбој, Селерс је описао како се припрема за улогу онда кад добије сценарио:
Дакле када дођем у стадијум да знам коначан текст сценарија, прво почињем са гласом. Сазнајем како лик звучи. Кроз то како звучи ја сазнам остало о њему. Претпостављам да тај прилаз долази из мог дугог ангажовања на радију. Након што настане глас прелазим на изглед лика. Углавном урадим доста цртежа како би моји ликови требало да изгледају. Затим радим са људима задуженим за шминку који ми помажу да трансферишем мој цртеж на моје лице. То је заједнички процес. Након тога утврђујем како лик хода. Веома важно, ход. И тада одједном, нешто чудно се деси. Лик преузима контролу. Човек којег глумиш почиње да постоји. Ја улазим комплетно у сваки лик који играм, зато што он креће да живи у мени. Одједном почињем да схватам какав је живот тај човек водио и како ће реаговати на одређене ситуације.

## Филмска каријера
Селерсов филмски успех дошао је са британским комедијама као што су Убица жена, Ја сам добро Џек и Миш који лаје. У својим првим филмским улогама он је наставио да приказује своју способност да говори различите акценте и гласове, обично у карактерним улогама, играјући најчешће неколико ликова у једном филму. У свом другом филму је играо два лика, а у свом трећем чак шест.
У филму Најмањи шоу на свету, тридесетдвогодишњи глумац је играо дрхтавог, пијаног филмског оператера двоструко старијег од њега. У филму Миш који је лајао, који је смештен у малој Европској држави, играо је три велики и различите улоге, стару краљицу, амбициозног премијера и невиног и несташног момка са фарме изабраног да води инвазију САД. У САД је добио значајан публицитет за играње три лика, што ће касније и поновити у филму Др Стрејнџлов.
Почео је да добија међународну пажњу за улогу индијског доктора у филму Милионер са Софијом Лорен у главној улози. Филм је инспирисао продуцента Џорџа Мартина који је направио насловну песму за филм коју певају Лорен и Селерс заједно.

### Лолита
Године 1962, Стенли Кјубрик је понудио Селерсу улогу Клера Квилтија у филму Лолита Џејмсом Мејсоном и Шели Винтерс у главним улогама. Кјубрик је гледао раније Селерсове филмове и био је заинтригиран његовим глумачким опсегом, који је демонстрирао у Гун шоу где је имитирао познате личности као што су Винстон Черчил, Краљица и Лев Грејда.
Ипак Селерс је сматрао да је улога Америчког телевизијског сценаристе било изнад његових могућности, зато што је Квилти по Селерсовим речима „невероватан кошмар, делом хомосексуалац, делом наркомански зависник, делом садиста...”. Постао је нервозан због прихватања улоге, али многи људи су му прилазили и говорили како улога веродостојна. Кјубрик је на крају успео да убеди Селерса да одигра улогу. Кјубрик и Амерички џез продуцент Норман Гранц су снимили Селерсов део сценарија, како би могао да га слуша и на тај начин стекне самопоуздање.
За разлику од већине његових ранијих добро увежбаних улога, Селерс је био храбрен од стране Кјубрика да импровизује што више како би истражио све могућности његовог лика. Штавише да би „ухватио” Селерса у његовим најкреативнијим деловима Кјубрик је користио три и више камера. Како је снимање филма одмицало глумци и екипа филма су приметили како Селерс почиње да ужива у глуми и према Кјубрику да достиже „нешто што се може објаснити само као комична екстаза”. Сниматељ филма Освалд Морис, касније је коментарисао да су најинтересантније сцене биле управо оне са Питером Селерсом, које су биле потпуна импровизација.
Због искуства, Селерс је схватио да је његова сарадња са Кјубриком једна од највреднијих у његовој каријери.

### Др Стрејнџлов
У Кјубриковом следећем филму, Др Стрејнџлов: „Како сам научио да престанем да бринем и заволим бомбе”, питао је Селерса да глуми главну улогу. Селерс је играо три екстремно различите улоге: Америчког председника Меркина Мафлија, Др Стрејнџлова, немачког нуклеарног научника, те капетана Лајонела Мандрака из РАФ-а. Селерс је првобитно оклевао да прихвати улогу, али га је Кјубрик убедио да не постоји бољи глумац који би одиграо ове улоге.
Мафли и Др Стрејнџлов се појављују у истој просторији током филма, уз помоћ дублера који су приказивани само отпозади. Селерс је оригинално требало да глуми и четврти лик бомбаша мајора Т. Џ. „Кинг” Конга, али је на почетку то одбио. Сматрао је да је његов задатак ионако тежак те да неће на најбољи начин да дочара тексашки акценат лика. Кјубрик се ипак договорио са њим па је замолио сценаристу Терија Саутерна (који је био из Тексаса) да сними траку са текстом који изговара лик Конга са тачним акцентом. Користећи Саутернову траку, Селерс је успео да научи акценат правилне те је почео да снима сцене у авиону. Али онда се десило да је Селерс угануо зглоб тако да није могао да седи у скученом кокпиту. То је натерало Кјубрика да ову улогу ипак повери Слиму Пикенсу. За све три улоге које је одиграо у овом филму, Селерс је био номинован за награду Оскар за главну мушку улогу. Кјубрик поново дао слободу Селерсу да импровизује кроз филм. Селерс је једном рекао „Ако ме питате да играм себе. Не бих знао шта да радим. Ја не знам ко сам ни шта сам”.

### Пинк Пантер
Од 1963. Селерс је играо неспретног инспектора Клузоа у серијалу филмова о Пинк Пантеру. Овај лик је Селерсу донео популарност широм света, почевши од филма Пинк Пантер, преко наставка Пуцањ у мраку у ком је играо запажену улогу. Тумачио је овај лик у још три наврата од 1975. до 1978. Филм Траг Пинк Пантера, који садржи неискоришћене снимке Селерса, објављен је након његове смрти 1982. године. Његова удовица Лин Фредерик, добила је спор са филмским продуцентима због неовлашћеног коришћења ових снимака. Селерс се припремао да одиграо још једном улогу главног инспектора Клузоа али је преминуо пре почетка рада на филму Романса Пинк Пантера.

### Добродошли господине Ченс
Године 1979. Селерс је одиграо улогу Ченса, једноставног баштована навикнутог на гледање ТВ-а, у црној комедији Добродошли господине Ченс, коју многи критичари сматрају круном његове каријере, али и великим успехом писца Јиржија Косинског. Приликом интервјуа за Би-Би-Си 1971, Селерс је рекао да више од свега жели да игра улогу Ченса.
Косински, аутор књиге, сматрао је да књига никако не треба да добије филмску адаптацију, али га је Селерс убедио да промени мишљење, па је Косински дозволио Селерсу и редитељу Халу Ешбију да направе филм, под условом да он напише сценарио. Према филмском критичару, Селерс је био „природно заинтригиран са ликом Ченса, на којем се одражавало све што би му се догађало”.
Селерсова глума је била хваљена од стране критичара који су сматрали да је „достигао оштрину потпуног ништавила. То је представа изузетне спретности и чини фантастичну филмску премису кредибилним”.
Искуство рада на овом филму је било и дивно и моћно за Селерса. Током снимања филма како не би прекидао свој лик, одбијао је све интервјуе, а чак је држао дистанцу и према другим глумцима. Трудио се да остане у лику чак и када оде кући после снимања. Селерс је сматрао Ченсов глас и ход за његове најбитније атрибуте, и припремајући се за улогу, Селерс је радио сам са снимачем звука, затим са својом женом, а онда и са Ешбијем, како би усавршио дикцију и испоручио текст како би на прави начин открио „ум детета иза тих речи”.
Добродошли господине Ченс је донела Питеру Селерсу најбоље критике још од шездесетих, другу номинацију за Оскара и награду Златни глобус. Неколико месеци након што је филм почео да се приказује магазин Тајм је написао чланак о Селерсу под називом „Ко је овај човек”. Насловница је приказивала неколико ликова које је Селерс одиграо као што су Ченс, Квилти, Др Стрејнџлов, Инспектор Клузо и и војвоткиња Глориана XII. Селерс је био задовољан чланком, који је написао Ричард Шикел, и написао је писмо захвалности уредништву магазина.

### Последњи пројекти
Селерсов последњи филм је био Ђавоља завера Др Фу Манчуа, комична адаптација серије авантуристичких књига Сакса Ромера. Селерс је играо и Фу Манчуа али и његовог непријатеља, полицијског инспектора Нејланда Смита. Производња филма је од почетка наилазила на проблеме, са Селерсовим лошим здрављем и менталном нестабилношћу што је узроковало дуга кашњења и препуцавања између звезде филма и редитеља Пирса Хагарда. Селерс је зато отпустио Хагарда и наставио сам да режира филм. Хагард је касније објаснио да поновно снимање није донело ништа ново у производњи филма, и довело је да филм буде некохерентан и нефокусиран.
Селерс је преминуо недуго пошто је овај филм почео да се приказује, иако је његово последње глумачко појављивање као „Монти Касино” у серији реклама за Барклиз банку. Године 1982, Селерс се враћа на филм као инспектор Клузо у Трагу Пинк Пантера, који је потпуно направљен од избрисаних сцена из претходна три филма о Пинк Пантеру. Сер Дејвид Нивен је опет играо улогу Сера Чарлса Литона у овом филму.
Након Ђавоље завере Др Фу Манчуа, Селерс је требало да се појави у још једној комедији о Клузоу а то је Романса Пинк Пантера. У сценарију који су написали Селерс и Питер Молони, Клузо се заљубљује у бриљантну жену криминалца познату као „Жаба” и чини јој потпору у њеним крађама све са циљем да је ипак некако промени. Блејк Едвардс није учествовао у снимању новог наставка о Клузоу, јер је пословна сарадња са Селерсом била пољуљана током снимања филма Освета Пинк Пантера. Селерсова смрт је прекинула пројекат, уз још два филма за које је Селерс потписао уговор а који би се снимали осамдесетих. Ова два филма Неверно твој и Љубавна грозница су преправљена и у њима је глумио Дадли Мур, и оба филма су веома лоше прошла на биоскопским благајнама

### Остале улоге
Редитељ Били Вајлдер је ангажовао Селерса да заједно са Дином Мартином глуми у комедији из 1964. Пољуби ме, глупане али 6 недеља пошто је снимање отпочело Селерс је доживео срчани удар. Вајлдер га је заменио са Рејом Валстоном.
Селерс је био свестран глумац, смењујући се са комедији као што је Забава, у које тумачи неспретног индијског глумца Хрунди Бакшија, до интензивнијег наступа у филму Лолита.
Селерс се појављује и у једној епизоди Америчке телевизијске серије Потребан је лопов 1969. Седамдесетих је уочен пад у његовој каријери а чак је и прозван „убица за биоскопске благајне”. Селерс никада није освојио Оскара али је освојио награду БАФТА за улогу у филму Ја сам добро, Џек.
Селерс се појавио у Мапет шоуу, телевизијској серији из 1977. Одлучио је да се не појављује као он већ са разним костимима и акцентима. Када му жабац Кермит каже да „може да се опусти и буде свој” он одговара „Нема мене. Ја не постојим. Некада сам био ја али сам хируршки отклоњен”.

## Приватни живот
Селерс је био уздржан у дискусијама о његовом приватном животу. Био је позван да се појави у ток-шоу Мајкла Паркинсона 1974, али под условом да се појави као неки лик. Селерс се појавио обучен као члан Гестапа имитирајући лик Кенета Марса из филма Продуценти. Након неколико скечева приређених за публику, одступио је и сео да започне по многима један од најбољих интервјуа који је направио Паркинсон.

### Бракови
Селерс је био ожењен четири пута, и из тих бракова је имао троје деце:
- Ен Хејс (1951—1961). Имали су сина Мајкла и ћерку Сару.
- Шведска глумица Брит Екланд (1964—1968). Имали су ћерку Викторију Селерс. Пар се појавио у три филма заједно: Керол за други Божић (1964), За лисицом (1966) и Бобо (1967).
- Аустралијски модел Миранда Квери (1970—1974).
- Енглеска глумица Лин Фредерик (1977—1980), која се убрзо након Селерсове смрти удала за енглеског новинара — сер Дејвида Фроста.

### Депресија и здравствени проблеми
Познато је било да је Селерс патио од депресије узроковане дубоко укорењеним страхом од глумачких и личних неуспеха која је била погоршана узимањем забрањених супстанци. Сматра се да је узимање наркотика посебно амил-нитрата допринело погоршању здравственог стања и срчаном удару 1964. Селерсови проблеми у његовој каријери и животу натерали су га да се консултује са астрологом Морисом Вудрафом, који је извршио велики утицај на његову каснију каријеру.

### Пријатељства

#### Остале звезде
Селерс се повремено дружио са члановима Битлса, Џорџом Харисоном и Ринго Старом. Харисон је говорио анегдоте о Селерсу у неколико часописа, а Стар се појавио са њим у филму Магичан Божић, који је адаптација новеле Терија Саутерна, а чија је музичка тема била песма Бадфингера Come and Get It коју је написао Пол Макартни. Стар је током боравка на Селерсовој јахти и рада на White Album групе Битлси написао песму Octopus's Garden. Селерс је снимио насловну верзију песме A Hard Day's Night, у стилу Лоренса Оливијеа и његове интерпретације Ричарда III, као и неколико верзија хита She Loves You у стилу Др Стрејнџлава и Ирског зубара.
Међу Селерсовим пријатељима био је и глумац и режисер Роман Полански, са којим је делио страст за брзим аутомобилима. Селерс је имао близак однос и са Софијом Лорен, а постоје и бројна нагађања да је њихов однос прерастао и у нешто више. Селерс је био први мушкарац на насловној страни Плејбоја у априлу 1964. када се појавио на насловници са Карен Лин.
Селерс је био слободни зидар и припадао је ложи у Челсију број 3098. ложи чије су чланове најчешће чиниле познате личности и уметници, што значи да се дружио са великим бројем других глумаца и комичара.

#### Краљевска породица
У својој биографији Искрен Брит, Брит Екланд описује Селерсов близак однос са краљевском породицом. „Ја сам била потпуно несвесна његових веза са Британском монархијом. Једно поподне пре него што смо се венчали он је нестао рекавши да треба да уради нешто важно. Касније сам сазнала да је провео поподне испијајући чај са Краљицом Елизабетом”. Био је и близак пријатељ Принцезе Маргарет, која се појављује у једном од његових кућних филмова.

### Опсесија аутомобилима
Селерс је дуго био опседнут аутомобилима. Његова опседнутост аутомобилима се могла уочити у једној епизоди Гун шоуа под називом Свемирско доба, где Хари Секомб представља Селерса говорећи „Боже на небесима, па то је Питер Селерс који је управо оборио свој рекорд вожења аутомобила више од месец дана”.

### Лични конфликти
Селерсова личност је описивана од стране других као тешка и врло захтевна, па је често због тога улазио у сукобе са другим глумцима и режисерима. Имао је затегнуте односе са својим пријатељем и редитељем Блејком Едвардсом, са којим је радио на серијалу филмова о Пинк Пантеру и комедији Забава. Њих двојица би знала да и не говоре један са другим током снимања.
Његова сарадња са Орсоном Велсом на снимању филма Казино Ројал погоршала се када је Селерс постао љубоморан на Велсову повремену аферу са Принцезом Маргарет. Однос између двојице глумаца је створило проблеме током снимања филма, пошто је Селерс одбијао да снима сцене са Велсом, коме такво понашање није било такође страно.
Селерс је знао бити окрутан и без поштовања, што се показало као тачним у односу према глумици Џо ван Флит приликом снимања филма Волим те Алис. Б. Токлас. Једном приликом Ван Флет је одбила позив у његову кућу, што је довело до конфликта између њих на сету. То је допринело да Селерс покрене бујицу речи против ње на снимању пред осталим глумцима и екипом филма.
Селерсова немогућност да одржи миран однос са људима се одразило и на његов приватни живот. Вређао је своју тадашњу жену Брит Екланд вођен љубомором. Селерс је знао себе кривити за своје пропале бракове. Године 1974. у Паркинсоновом интервју признао је „Са мном није лако живети”.

## Смрт
У пролеће 1964. у 38. години Селерс је претрпео низ срчаних удара (13 у неколико дана), док је снимао филм Пољуби ме, глупане. Иако је Селерс преживео, његово срце је остало трајно оштећено. Селерс је изабрао да се консултује са психичким исцелитељима пре него са докторима западне медицине, и његово срце је наставило да слаби и наредних 16 година. Године 1977, претрпео други већи срчани удар па му је уграђен пејсмејкер за регулисање откуцаја срца. Још једном Селерс је одбио да успори, није поштовао савете лекара нити је желео да се оперише што је могло његов живот да продужи за неколико година.
Поновно окупљање у Лондону са партнерима из Гун шоуа, Спајком Милиганом и Харијем Секомбом је било заказано за 25. јул 1980. године. Али око поднева 22. јула Селерс се срушио од јаког срчаног удара у његовој соби у Дорчестер хотелу и пао у кому. Преминуо је у болници у Лондону нешто после поноћи 24. јула у 54 години. Сахрањен је од стране последње жене Лин Фредерик, и његово троје деце. У време своје смрти имао је заказану операцију на срцу за 30. јул у Лос Анђелесу.
Иако је Селерс покренуо поступак са искључењем Фредериксове из тестамента недељу дана пре смрти, она је наследила скоро целу његову имовину процењену на 4,5 милиона долара док су његова деца добила свако по 800 долара. Када је Фредерик преминула 1994, њена мајка Ајрис је наследила све приходе од ауторских права Питера Селерса. А када је она преминула цела имовина је завршила код ћерке коју је Лин добила са трећим мужем Беријем Унгером, Кеси. Селерсов син Мајкл је преминуо истог датума када и његов отац 24. јула 2006. током операције срца. Мајкл је сахрањен од стране његове друге жене Алисон, са којом је имао двоје деце.
У свом тестаменту Селерс је захтевао да се на његовој сахрани свира песма Глена Милера In the Mood. Овај захтев представља његов последњи акт хумора пошто је увек мрзео тишину. Његово тело је кремирано а пепео посут у Крематоријуму „Голдерс грин” у Лондону, где се данас налази и пепео његове последње жене Лин Фредерик.

## Филмографија
- 1955 —
- 1959 —
- 1960 —
- 1960. —
- 1962 — Лолита
- 1963 — Пинк Пантер
- 1964 —
- 1964. —
- 1964. —
- 1965 —
- 1965. —
- 1967 — Казино Ројал
- 1968 — Забава
- 1968. —
- 1969 —
- 1974 —
- 1975 —
- 1976 —
- 1976. —
- 1978 —
- 1979 — Добро дошли, господине Ченс
- 1979. —
- 1980 —
- 1982 — Trail of the Pink Panther (филм објављен две године након смрти Питера Селерса)

## Занимљивости
- Године 1964, је постао први мушкарац на насловној страници Плејбоја.
- Селерсов син јединац, Мајкл, је такође умро од инфаркта, са 52 године, 24. јула 2006. — на исти датум када и његов отац.
- Селерс је комедијом Др Стрејнџлов постао један од четири глумца номинована за Оскара у филму у коме глуме два или више ликова. Остала тројица су Чарли Чаплин (Велики диктатор), Ли Марвин (Cat Ballou) и Николас Кејџ (Адаптација).
- Одбио је улоге у филмовима 10 и Продуценти. Требало је да наступи и у филмовима Lovesick из 1983. и Неверно твоја 1984, али је преминуо пре него што је уопште потписао уговор.
- Био је пријатељ Битлса.